# Kim Matula
Kimberly Marie Matula, detta Kim (Fort Worth, 23 agosto 1988), è un'attrice statunitense.

## Biografia
Kimberly è nata a Fort Worth, in Texas. Ha recitato nel 2008 nel film Una reginetta molto speciale nonché in numerose serie televisive come Pink e Explosed.
Dal 2010 al 2014 entra a far parte del cast della soap opera Beautiful dove interpreta Hope Logan. Il suo personaggio diventa uno dei principali della soap insieme a Liam Spencer (Scott Clifton) e Steffy Forrester (Jacqueline MacInnes Wood), con i quali è stata protagonista di un lungo triangolo amoroso.
Con sorpresa di tutti i suoi fan, nel 2014 l'attrice ha deciso di non rinnovare il suo contratto con Beautiful dopo quasi cinque anni di permanenza nel cast. È tornata nel 2015 e 2016 per delle brevi apparizioni.
Nel 2016 entra nel cast della serie Unreal, interpretando la parte di Tiffany.
Nel 2018 entra nel cast della serie LA to Vegas, interpretando la parte di Veronica "Ronnie" Messing.

## Filmografia

### Cinema
- Dawn Patrol, regia di Daniel Petrie Jr. (2014)
- Una famiglia al tappeto (Fighting with My Family), regia di Stephen Merchant (2019)
- Saturday Night, regia di Jason Reitman (2024)

### Televisione
- Una reginetta molto speciale (Queen Sized), regia di Peter Levin – film TV (2008)
- How I Met Your Mother – serie TV, episodio 5x01 (2009)
- Beautiful (The Bold and the Beautiful) – soap opera, 907 episodi (2010-2016)
- The Defenders – serie TV, episodio 1x14 (2011)
- Unreal – serie TV, 10 episodi (2016)
- Rosewood – serie TV, episodio 2x18 (2017)
- Teachers – serie TV, episodi 2x10-2x11 (2017)
- LA to Vegas – serie TV, 15 episodi (2018)
- 9-1-1: Lone Star – serie TV, episodi 2x01-2x02 (2021)
- American Crime Story – serie TV, episodio 3x03 (2021)
- The Sex Lives of College Girls – serie TV, episodi 1x01 e 1x03 (2022)
- The Resident – serie TV, episodio 5x13 (2022)
- True Lies – serie TV, episodio 1x08 (2023)
- NCIS - Unità anticrimine (NCIS) – serie TV, episodio 21x01 (2024)

## Doppiatrici italiane
Nelle versioni in italiano delle opere in cui ha recitato, Kim Matula è stata doppiata da:
- Valentina Favazza in Rosewood, LA to Vegas, Una famiglia al tappeto, True Lies
- Valentina Mari in Beautiful, Unreal, 9-1-1: Lone Star, Saturday Night
- Francesca Manicone in Una reginetta molto speciale
- Selvaggia Quattrini in Il mio fantasma di Natale